# Nethercote (Banbury)
Nethercote – przysiółek w Anglii, w hrabstwie Oxfordshire. Leży 35 km od miasta Oksfordu. W latach 1870–1872 miejscowość liczyła 97 mieszkańców.